# Житомирский, Илья Алексеевич
Илья Алексеевич Житомирский (12 октября, 1989, Москва, СССР — 12 ноября, 2011, Сан-Франциско, США) — российско-американский разработчик программного обеспечения, сооснователь социальной сети Diaspora.

## Биография

### Детство, учёба, основание проекта Diaspora
Илья Житомирский родился в Москве 12 октября 1989 года. В 2000 году вместе с родителями, Алексеем Арсеньевичем Медовиковым (род. 1966) и Инной Гарриевной Житомирской (род. 1969), переехал в США. Его отец, а также дед, Гарри Иосифович Житомирский, — математики. Отец преподавал в Массачусетсе и Луизиане. Позже переехали в пригород Филадельфии (Пенсильвания).
В 2007 году Илья Житомирский окончил школу в Лоуэр-Мерионе. После школы изучал математику, экономику и компьютерные науки в Университете Тулейна, Мэрилендском университете в Колледж-Парке и Нью-Йоркском университете. В Нью-Йоркском университете изучал информатику в Курантовском институте математических наук. В 2010 году вместе с тремя другими студентами Курантовского института основал социальную сеть Diaspora, альтернативную Facebook.
Проект был задуман после посещения будущими основателями лекции профессора Колумбийского университета, юриста «Фонда свободного программного обеспечения» и активиста СПО Эбена Моглена в феврале 2010 года. Лекция была посвящена угрозам неприкосновенности частной жизни, исходящим от коммерческих интернет-сервисов. По мнению Моглена, Житомирский был «безмерно талантлив» и «наиболее идеалистичным в группе… У него был выбор между аспирантурой и этим проектом, но он решил делать проект, потому что хотел сделать что-нибудь согласно текущему времени, что даст свободу».

### Смерть
Вечером 12 ноября 2011 года Илья был найден мёртвым в своём доме в Сан-Франциско полицией после анонимного звонка, сообщившего о возможном самоубийстве. Отчет о вскрытии после медицинской экспертизы формально признал смерть как самоубийство в апреле 2012 года. Он умер от преднамеренного вдыхания газа гелия.
Пресса усомнилась, что напряженная работа над проектом могла привести к самоубийству, а соучредитель Diaspora Максвелл Салсберг заявил: «Да, я согласен, что быть основателем стартапа — это стресс. Но это не тот стресс от работы, который убил Илью. У него были свои проблемы. Он был болен». Мать Ильи, Инна Житомирская, не стала комментировать сообщения о его истории психических заболеваний, но она сказала о его участии в проекте: «Я твердо убеждена, что, если бы Илья не начал этот проект и остался в университете, он был бы живым и здоровым сегодня».
Еженедельник «Голос Гринвич-Виллидж» написал, что о Житомирском «часто отзывались как о самом идеалистичном и сознательном в отношении прайвеси члене группы», а его смерть стала «огромной потерей» для проекта Diaspora.